# Andrej Mel'ničenko (industriale)
Andrej Igorevič Mel'ničenko, (in russo Андрей Игоревич Мельниченко?; in bielorusso Андрэй Мельнічэнка?, Andrėj Mel'ničėnka) (Homel', 8 marzo 1972), è un imprenditore russo, miliardario, principale azionista e membro dei consigli di amministrazione del produttore di fertilizzanti EuroChem e della società di energia del carbone SUEK.
Secondo Forbes, nel 2022 il patrimonio netto di Mel'ničenko è stimato in 27,5 miliardi di dollari (117° più ricco al mondo, 7° in Russia). Invece, secondo Bloomberg Billionaires Index, nel 2021, il patrimonio netto di Mel'ničenko è stimato in 17,7 miliardi di dollari (121° più ricco al mondo, 19° in Russia)..

## Biografia
Mel'ničenko è nato nel 1972 a Homel', nella Bielorussia sovietica. I suoi genitori erano insegnanti. Ha frequentato il Centro di istruzione avanzata e Scienza dell'Università Statale Lomonosov di Mosca e nel 1989 è diventato studente della Facoltà di Fisica dell'Università Statale di Mosca. Si è poi trasferito all'Università russa di economia Plechanov, laureandosi in finanza.

## Carriera

### Banche e investimenti
Come riporta Bloomberg, Mel'ničenko era "troppo giovane per guadagnare dalle privatizzazioni del 1990 che hanno fatto la fortuna di molti oligarchi". Così, dopo la caduta dell'Unione Sovietica e mentre era all'università, ha iniziato a scambiare valuta con due amici aprendo uno sportello di cambio nel campus. Dopo aver guadagnato i loro primi 50.000 dollari attraverso una catena di cabine di cambio valuta, Mel'ničenko e i suoi soci, hanno ricevuto una licenza bancaria dalla Banca di Russia. Nel 1993, all'età di 21 anni, Mel'ničenko ha co-fondato e presieduto la MDM Bank che, acquistando valuta al cambio interbancario, ha sviluppato un mercato dei derivati e strumenti di debito. MDM Bank è stata nominata "banca dell'anno" da The Banker nel 2002 e nel 2003. Nel 2003, Euromoney e, nel 2004, Global Finance, l'hanno nominata la "migliore banca russa".
Nel 2000, Mel'ničenko, insieme a Sergei Popov, un ex commerciante di metalli degli Urali, ha co-fondato il Gruppo MDM per effettuare investimenti industriali in tre aree: produzione di condotte, produzione e lavorazione del carbone, produzione e lavorazione di fertilizzanti. È stato fatto attraverso l'acquisizione di oltre 50 impianti e miniere, molti dei quali in difficoltà. Acquisizioni che hanno permesso di formare tre società separate: SUEK (una società di energia e carbone), EuroChem (produttore ed esportatore di fertilizzanti) e TMK (da cui è uscito nel 2006 attraverso una IPO alla Borsa di Londra). Queste industrie erano abbandonate e rischiose e non soggette all'influenza politica che dominava altri settori, dal gas ai diamanti. Con il processo di privatizzazione dell'era post-sovietica terminato cinque anni prima, non più del 5% dei beni acquistati sono stati acquisiti dallo stato. Dal 2001 al 2004, Mel'ničenko è stato presidente del gruppo MDM.
Dal 2004 al 2007, Mel'ničenko ha venduto azioni di MDM Bank al suo partner Sergej Popov e si è concentrato sullo sviluppo delle attività industriali in fertilizzanti e carbone. In seguito alla decisione di Mel'ničenko di dimettersi da MDM Bank nel 2007, l'International Financial Corporation (IFC) ha acquistato il 5% delle azioni di MDM Bank per 185 milioni di dollari, valutando la banca a 3,7 miliardi di dollari. Avendo servito il suo scopo di consolidamento, MDM Group ha cessato di esistere.

### EuroChem
Nel 2007 è diventato azionista di maggioranza di EuroChem. In precedenza, Mel'ničenko è diventato presidente della società mineraria e chimica OJSC EuroChem nell'aprile 2004. Quando EuroChem fu fondata, le attività acquistate includevano diversi impianti di azoto e una miniera di fosfato con attrezzature dell'era sovietica. 
Nuovi impianti di produzione sono stati costruiti a Novomoskovsk, Nevinnomyssk e Kovdor (tra cui un complesso di lavorazione di minerali di apatite e shtaffelite). EuroChem ha acquisito laboratori in Germania nel 2011, il che ha portato alla creazione di strutture simili in Russia e in altri paesi, che stanno lavorando allo sviluppo di fertilizzanti di seconda generazione, compresi prodotti avanzati a rilascio lento volti a ridurre l'impronta ambientale del settore agricolo. EuroChem ha acquistato licenze per i depositi di potassio a Volgograd (2005) e Perm' (2008), lanciando piani per lo sviluppo di due grandi impianti industriali di potassio. Le due miniere di potassio di EuroChem stanno progettando di produrre 8 milioni di tonnellate di fertilizzante all'anno, un 10° della produzione mondiale. Secondo Bloomberg, "l'acquisizione di un impianto BASF SE ad Anversa da parte di EuroChem per 830 milioni di euro (930 milioni di dollari) ha portato nuove tecnologie" per l'azienda. BASF ha venduto le sue attività di fertilizzanti ad Anversa, in Belgio, a EuroChem il 31 marzo 2012. Nel luglio 2012, EuroChem ha completato l'acquisizione di K+S Nitrogen, una società che commercializza fertilizzanti azotati con particolare attenzione ai principali clienti dell'agricoltura e delle colture speciali come frutta, verdura e uva. 
Nel 2015 EuroChem ha trasferito la sua sede in Svizzera per l'accesso ai mercati dei capitali e alle operazioni internazionali. Ha impianti di produzione, logistica e distribuzione in Russia, Belgio, Lituania, Estonia, Cina, Germania, Kazakistan e Stati Uniti. I prodotti EuroChem sono venduti in più di 100 paesi. EuroChem Group ha raccolto fondi sui mercati internazionali dei capitali. Nel 2016, EuroChem ha investito nella società di nutrizione biologica delle colture Agrinos per la ricerca e lo sviluppo di una nuova generazione di prodotti. Altrove, EuroChem ha ampliato la sua rete di distribuzione, acquistando operazioni negli Stati Uniti, Argentina, Brasile e Ungheria.
Nel 2019, EuroChem ha lanciato un impianto di ammoniaca da 1 miliardo di dollari, EuroChem Northwest, a Kingisepp, in Russia, con una capacità produttiva di 1 milione di tonnellate (1 MMT) all'anno, garantendo la sua piena autosufficienza in ammoniaca. L'impianto è stato costruito su un sito dismesso e dispone di un sistema di riciclaggio dell'acqua chiuso per impedire lo scarico dell'acqua nel Mar Baltico, utilizzando il 75% delle acque reflue del proprio impianto di fosfato phosphorit nelle vicinanze. Secondo quanto riferito, la società sta anche costruendo EuroChem Northwest 2, un nuovo impianto di ammoniaca 1.1 MMT e 1.4 MMT urea, in un sito adiacente a Kingisepp, in Russia. Mel'ničenko ha annunciato a SPIEF 2021 che "EuroChem stava investendo 4,4 miliardi di dollari in moderni impianti high-tech di ammoniaca, urea e metanolo" a Kingisepp nel nord-ovest della Russia, di cui "il 10% è stato investito in tecnologie ambientali innovative, che superano gli standard normativi della Russia", riferendosi alla cattura del carbonio e al riciclaggio dell'acqua. 
Secondo quanto riferito, EuroChem stava anche osservando un impianto di ammoniaca e urea in Louisiana. Nel 2020, il progetto Usolskij Potaš di EuroChem a Perm ha prodotto 2.223 MMT di potassio. EuroChem produce fertilizzanti di base e speciali, compresi prodotti inibitori che consentono un lento rilascio di sostanze nutritive nelle colture. Mel'ničenko ha descritto pubblicamente la sua strategia sui fertilizzanti come "sfruttando la vasta gamma di risorse minerarie presenti in Russia e nella CSI, con una rete di distribuzione di vasta portata, sostenuta da risorse logistiche; e lo sviluppo simultaneo di fertilizzanti generici e speciali, a costante stretto contatto con i clienti diretti". 
Mel'ničenko è stato Presidente del Comitato per le Nomine e la Remunerazione, Membro del Comitato Strategico e Direttore Non Esecutivo di EuroChem Group AG. Ed è stato l'effettivo beneficiario del 100% di EuroChem. Il 9 marzo 2022 si è dimesso da tutte le posizioni e si è ritirato come beneficiario.
Mel'ničenko possiede due yacht ad alta tecnologia: Sailing Yacht A (2017) e Motor Yacht A (2008). Entrambi sono stati progettati da Philippe Starck. S/Y A gli è stato consegnato nel maggio 2017 a Monaco. Boat International lo ha definito "il confine che spinge il superyacht" e "un monumento all'invenzione". Nel marzo 2022, a seguito delle sanzioni UE imposte a numerosi uomini d'affari russi per le vicende ucraine, le autorità italiane hanno sequestrato il suo yacht a vela A del valore di 530 milioni di euro nella città portuale di Trieste. Secondo Reuters, Mel'ničenko ha risposto che "contesterà queste sanzioni infondate e ingiustificate" che non hanno "alcuna giustificazione" e crede che "prevarranno lo stato di diritto e il buon senso". Secondo Bloomberg, il portavoce di Mel'ničenko ha risposto che "non ha alcuna relazione con i tragici eventi in Ucraina. Non ha affiliazioni politiche"..

## Vita privata

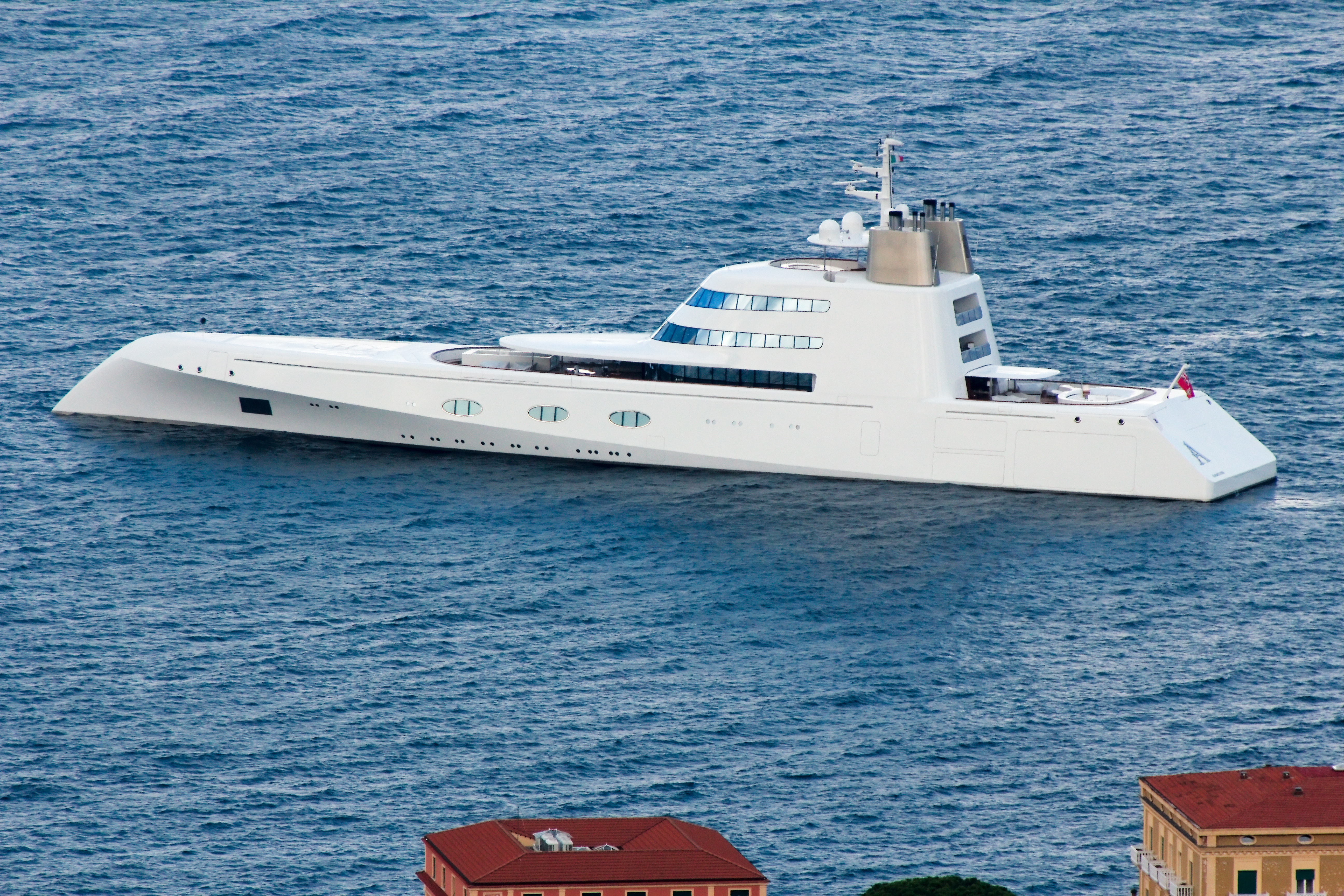
Motor Yacht A (2008)

Nel 2005 Mel'ničenko, che vive  a Sankt Moritz, in Svizzera, ha sposato l'ex cantante pop e modella Aleksandra Nikolić nel sud della Francia. I due hanno due figli.